# Looking Too Closely
"Looking Too Closely" is een nummer van de Britse band Fink. Het nummer verscheen op hun album Hard Believer uit 2014. Op 9 juli van dat jaar werd het nummer uitgebracht als de tweede single van het album.

## Achtergrond
"Looking Too Closely" is geschreven door Fink onder zijn echte naam Fin Greenall en zijn bandleden Tim Thornton en Guy Whittaker, en is geproduceerd door Billy Bush. De Nederlander Ruben Hein bespeelt de piano op het nummer. Op 12 mei 2014 werd voor het eerst informatie uitgebracht over het nummer, maar pas twee maanden later werd het ook commercieel uitgebracht. Het kende weinig successen in de hitlijsten; enkel in Nederland werd de Single Top 100 bereikt, waarin het in de week van 14 juni 2014 eenmalig op plaats 89 stond. Het kwam niet in de Nederlandse Top 40 terecht en bleef steken op de tweede plaats in de Tipparade. Desondanks bleek het nummer populair en staat het sinds 2016 in de Radio 2 Top 2000.
"Looking Too Closely" is gebruikt als muziek in een aantal televisieseries, waaronder Suits, Scorpion en Teen Wolf. De videoclip van het nummer is geregisseerd door het duo Wolf & Lamm. In de eerste helft van de clip zijn veel closeups van de band, hun instrumenten en de natuur te zien. In de tweede helft is de gehele band te zien die het nummer uitvoert. Zij lijken het in de natuur te spelen, maar later blijkt dat zij in een tuin op een flatgebouw midden in een stad staan.

## NPO Radio 2 Top 2000
| Nummer met noteringen in de NPO Radio 2 Top 2000 | '16  | '17  | '18  | '19  | '20  | '21  |
| ------------------------------------------------ | ---- | ---- | ---- | ---- | ---- | ---- |
| Looking Too Closely                              | 1370 | 1312 | 1476 | 1687 | 1761 | 1974 |

1. ↑  Een vetgedrukt getal geeft de hoogste notering aan.
2. ↑  2016 was het eerste jaar met een notering voor dit nummer.
3. ↑  Deze tabel is bijgewerkt tot en met de laatste editie (2024).